# Luis Iberico
Luis Enrique Iberico Robalino (Lima, 6 de febrero de 1998) es un futbolista peruano que juega como delantero y su equipo actual es el Club Sporting Cristal de la Liga 1 de Perú. Es internacional con la selección de fútbol de Perú desde 2021.

## Trayectoria
En 2010 el entrenador de la categoría sub-14 del club Universidad San Martín de Porres, realizó una prueba que, el entonces centrodelantero de 12 años, logró pasar sin  dificultad.
En 2014 viajó junto a otros peruanos a Europa, realizando una pasantía en el FC Twente de Países Bajos.
Iberico ha capitaneado a la USMP en la consecución del tricampeonato de su categoría en la Copa Federación: es el actual goleador de Perú en el Sudamericano Sub-15 con siete goles; fue máximo anotador de su categoría con 29 tantos en 2012; y ha marcado 35 goles en 30 partidos en 2014. “Es un delantero moderno y no el típico ‘9’ que solo espera los rebotes”, comentó Juan José Oré, el DT de la selección sub-17.

### Universidad San Martín
Debutó en el fútbol profesional jugando para la Universidad San Martín a la corta edad de 16 años y 8 días, el 14 de febrero de 2014, por el Torneo del Inca. Ingresó al minuto 77' del partido en el que su equipo se enfrentó a Cienciano y que ganó por 2 a 0. En el año 2017 se desvincula del equipo santo.
En febrero de 2017 viaja a España dónde paso pruebas en el Cádiz y el Levante.
A mediados de 2018 regreso a España dónde realizó la pretemporada en el Olimpic Xativa de la Segunda División B. Disputó 5 partidos, anotando 1 gol y dando 1 asistencia. Sin embargo no se concretó su fichaje.

## Selección nacional

### Selecciones menores
Con 15 años participó en la selección sub-15, dirigida por JJ Oré, en el sudamericano de la categoría disputado en Bolivia en 2013. Luis Iberico cerró una excelente campaña pues anotó el único gol que sirvió, a la postre, para coronar a Perú.
| Competencia         | Sede     | Resultado    | Partidos | Goles | Prom. |
| ------------------- | -------- | ------------ | -------- | ----- | ----- |
| Sudamericano Sub-15 | Bolivia  | Campeón      | 6        | 7     | 1.17  |
| Sudamericano Sub-17 | Paraguay | Primera fase | 4        | 4     | 1     |
| Sudamericano Sub-20 | Ecuador  | Primera fase | 1        | 0     | 0.00  |

### Selección absoluta
Fue convocado por primera vez a la Selección Mayor en junio de 2021 para la fecha de eliminatorias contra Colombia y Ecuador, haciendo su debut oficial en la victoria de Perú 2 a 1 contra Ecuador en la ciudad de Quito , Ibérico entró en el segundo tiempo en reemplazo de Christian Cueva.
Ibérico estuvo en la lista de convocados por Ricardo Gareca para disputar la Copa América 2021 que se realizó en Brasil entrando en 2 partidos, contra Brasil en el debut y con Ecuador en el empate 2 a 2.
Estuvo en la lista de convocados para los amistosos contra Panamá y Jamaica como parte preparación para la fecha de eliminatorias del mes de enero de 2022, tuvo unos minutos entrando en el primer partido contra Panamá y marcó su primer gol con la Selección Mayor en el partido contra Jamaica dónde fue titular por primera vez.
Participaciones en Copa América
| Torneo            | Sede   | Resultado    | Partidos | Goles | Asist. |
| ----------------- | ------ | ------------ | -------- | ----- | ------ |
| Copa América 2021 | Brasil | Cuarto lugar | 2        | 0     | 0      |

### Participaciones en Clasificatorias a Copas del Mundo
| Eliminatorias                 | Sede       | Selección | Resultado | Partidos | Goles |
| ----------------------------- | ---------- | --------- | --------- | -------- | ----- |
| Eliminatorias Mundial de 2022 | Sudamérica | Perú      | 5.º lugar | 1        | 0     |
| Total                         | Total      | Total     | Total     | 1        | 0     |

#### Partidos con la selección absoluta
| \| PJ \| Fecha \| Ciudad \| Local \| Resultado \| Visitante \| Competición \| Goles \| \| -- \| ---------- \| -------------- \| ------- \| --------- \| --------- \| ---------------------------- \| ----- \| \| 1. \| 08-06-2021 \| Quito \| Ecuador \| 1-2 \| Perú \| Clasificatorias Mundial 2022 \| - \| \| 2. \| 17-06-2021 \| Río de Janeiro \| Brasil \| 4-0 \| Perú \| Copa América 2021 \| - \| \| 3. \| 23-06-2021 \| Goiânia \| Perú \| 2-2 \| Ecuador \| Copa América 2021 \| - \| \| 4. \| 16-01-2022 \| Lima \| Perú \| 1-1 \| Panamá \| Amistoso \| - \| \| 5. \| 20-01-2022 \| Lima \| Perú \| 3-0 \| Jamaica \| Amistoso \| \| \| 6. \| 16-11-2022 \| Lima \| Perú \| 1-0 \| Paraguay \| Amistoso \| \| \| 7. \| 19-11-2022 \| Arequipa \| Perú \| 1-0 \| Bolivia \| Amistoso \| 1 \| |            |                |         |           |           |                              |       |
| PJ | Fecha      | Ciudad         | Local   | Resultado | Visitante | Competición                  | Goles |
| 1. | 08-06-2021 | Quito          | Ecuador | 1-2       | Perú      | Clasificatorias Mundial 2022 | -     |
| 2. | 17-06-2021 | Río de Janeiro | Brasil  | 4-0       | Perú      | Copa América 2021            | -     |
| 3. | 23-06-2021 | Goiânia        | Perú    | 2-2       | Ecuador   | Copa América 2021            | -     |
| 4. | 16-01-2022 | Lima           | Perú    | 1-1       | Panamá    | Amistoso                     | -     |
| 5. | 20-01-2022 | Lima           | Perú    | 3-0       | Jamaica   | Amistoso                     |       |
| 6. | 16-11-2022 | Lima           | Perú    | 1-0       | Paraguay  | Amistoso                     |       |
| 7. | 19-11-2022 | Arequipa       | Perú    | 1-0       | Bolivia   | Amistoso                     | 1     |

## Estadísticas

### Clubes
| Club                             | Div.          | Temporada     | Liga  | Liga  | Liga   | Copas nacionales | Copas nacionales | Copas nacionales | Torneos internacionales | Torneos internacionales | Torneos internacionales | Total | Total | Total  |
| Club                             | Div.          | Temporada     | Part. | Goles | Asist. | Part.            | Goles            | Asist.           | Part.                   | Goles                   | Asist.                  | Part. | Goles | Asist. |
| -------------------------------- | ------------- | ------------- | ----- | ----- | ------ | ---------------- | ---------------- | ---------------- | ----------------------- | ----------------------- | ----------------------- | ----- | ----- | ------ |
| Universidad de San Martín · Perú | 1.ª           | 2014          | 10    | 0     | 0      | 5                | 0                | 0                | —                       | —                       | —                       | 15    | 0     | 0      |
| Universidad de San Martín · Perú | 1.ª           | 2015          | 17    | 1     | 1      | 5                | 0                | 0                | —                       | —                       | —                       | 22    | 1     | 1      |
| Universidad de San Martín · Perú | 1.ª           | 2016          | 2     | 0     | 0      | —                | —                | —                | —                       | —                       | —                       | 2     | 0     | 0      |
| Universidad de San Martín · Perú | Total club    | Total club    | 29    | 1     | 1      | 10               | 0                | 0                | 0                       | 0                       | 0                       | 39    | 1     | 1      |
| FBC Melgar · Perú                | 1.ª           | 2017          | 3     | 0     | 0      | —                | —                | —                | —                       | —                       | —                       | 3     | 0     | 0      |
| FBC Melgar · Perú                | 1.ª           | 2018          | 18    | 1     | 0      | 6                | 0                | 0                | 1                       | 0                       | 0                       | 25    | 1     | 0      |
| FBC Melgar · Perú                | 1.ª           | 2019          | 9     | 0     | 1      | 2                | 0                | 0                | 2                       | 0                       | 0                       | 13    | 0     | 1      |
| FBC Melgar · Perú                | 1.ª           | 2021          | 24    | 12    | 1      | —                | —                | —                | 8                       | 2                       | 0                       | 32    | 14    | 1      |
| FBC Melgar · Perú                | 1.ª           | 2022          | 38    | 13    | 2      | —                | —                | —                | 14                      | 2                       | 1                       | 52    | 15    | 3      |
| FBC Melgar · Perú                | 1.ª           | 2023          | 14    | 5     | 1      | —                | —                | —                | 6                       | 1                       | 0                       | 20    | 6     | 1      |
| FBC Melgar · Perú                | Total club    | Total club    | 106   | 31    | 5      | 8                | 0                | 0                | 31                      | 5                       | 1                       | 145   | 36    | 6      |
| U. T. C. · Perú                  | 1.ª           | 2020          | 23    | 6     | 5      | —                | —                | —                | —                       | —                       | —                       | 23    | 6     | 5      |
| U. T. C. · Perú                  | Total club    | Total club    | 23    | 6     | 5      | 0                | 0                | 0                | 0                       | 0                       | 0                       | 23    | 6     | 5      |
| Riga FC Letonia                  | 1.ª           | 2023-24       | 29    | 8     | 1      | 3                | 1                | 0                | 1                       | 0                       | 0                       | 33    | 9     | 1      |
| Riga FC Letonia                  | Total club    | Total club    | 29    | 8     | 1      | 3                | 1                | 0                | 1                       | 0                       | 0                       | 33    | 9     | 1      |
| Sporting Cristal Perú            | 1.ª           | 2024          | 8     | 2     | 1      |                  |                  |                  |                         |                         |                         | 8     | 2     | 1      |
| Sporting Cristal Perú            | 1.ª           | 2025          | 0     | 0     | 0      | 0                | 0                | 0                | 0                       | 0                       | 0                       | 0     | 0     | 0      |
| Sporting Cristal Perú            | Total club    | Total club    | 8     | 2     | 1      | 0                | 0                | 0                | 0                       | 0                       | 0                       | 8     | 2     | 1      |
| Total carrera                    | Total carrera | Total carrera | 195   | 48    | 13     | 21               | 1                | 0                | 32                      | 5                       | 1                       | 248   | 54    | 14     |
| 1. 2. 3.                         |               |               |       |       |        |                  |                  |                  |                         |                         |                         |       |       |        |

### Selecciones
| Selección | Temporada     | Amistosos | Amistosos | Amistosos | Sudamérica(1) | Sudamérica(1) | Sudamérica(1) | Mundial | Mundial | Mundial | Total | Total | Total  |
| Selección | Temporada     | Part.     | Goles     | Asist.    | Part.         | Goles         | Asist.        | Part.   | Goles   | Asist.  | Part. | Goles | Asist. |
| --- | ------------- | --------- | --------- | --------- | ------------- | ------------- | ------------- | ------- | ------- | ------- | ----- | ----- | ------ |
| Sub-15 · Perú | 2013          | 2         | 1         | 0         | 6             | 7             | 0             | —       | —       | —       | 8     | 8     | 0      |
| Sub-15 · Perú | Total         | 2         | 1         | 0         | 6             | 7             | 0             | 0       | 0       | 0       | 8     | 8     | 0      |
| Sub-17 · Perú | 2014          | 8         | 5         | 0         | —             | —             | —             | —       | —       | —       | 8     | 5     | 0      |
| Sub-17 · Perú | 2015          | —         | —         | —         | 4             | 4             | 0             | —       | —       | —       | 4     | 4     | 0      |
| Sub-17 · Perú | Total         | 8         | 5         | 0         | 4             | 4             | 0             | 0       | 0       | 0       | 12    | 9     | 0      |
| Sub-20 · Perú | 2014          | 4         | 1         | 0         | —             | —             | —             | —       | —       | —       | 4     | 1     | 0      |
| Sub-20 · Perú | 2016          | 6         | 4         | 0         | —             | —             | —             | —       | —       | —       | 6     | 4     | 0      |
| Sub-20 · Perú | 2017          | 2         | 0         | 0         | 1             | 0             | 0             | —       | —       | —       | 3     | 0     | 0      |
| Sub-20 · Perú | Total         | 12        | 5         | 0         | 1             | 0             | 0             | 0       | 0       | 0       | 13    | 5     | 0      |
| Adulta · Perú | 2021          | —         | —         | —         | 3             | 0             | 0             | —       | —       | —       | 3     | 0     | 0      |
| Adulta · Perú | 2022          | 4         | 2         | 0         | —             | —             | —             | —       | —       | —       | 4     | 2     | 0      |
| Adulta · Perú | Total         | 4         | 2         | 0         | 3             | 0             | 0             | 0       | 0       | 0       | 7     | 2     | 0      |
| Total carrera | Total carrera | 26        | 13        | 0         | 14            | 11            | 0             | 0       | 0       | 0       | 40    | 24    | 0      |
| (1) Incluye los partidos del Sudamericano Sub-15 (2013)/ Sudamericano Sub-17 (2015)/Sudamericano Sub-20 (2017)/Copa América/Clasificatorias Sudamericanas(2021-). |               |           |           |           |               |               |               |         |         |         |       |       |        |

### Hat-tricks
| 1 | 22 de abril de 2018 | Monumental de la UNSA, Arequipa | FBC Melgar - Unión Comercio |  | 5 - 0 | Torneo de Promoción y Reserva de 2018 |

## Palmarés

### Campeonatos nacionales
| Título               | Club       | País    | Año  |
| -------------------- | ---------- | ------- | ---- |
| Torneo Clausura      | FBC Melgar | Perú    | 2018 |
| Torneo Apertura      | FBC Melgar | Perú    | 2022 |
| Copa de Letonia      | Riga F. C. | Letonia | 2023 |
| Supercopa de Letonia | Riga F. C. | Letonia | 2024 |

### Campeonatos internacionales
| Título              | Equipo      | País    | Año  |
| ------------------- | ----------- | ------- | ---- |
| Sudamericano Sub-15 | Perú Sub-15 | Bolivia | 2013 |

### Distinciones individuales
| Distinción                                      | Club            | Año  |
| ----------------------------------------------- | --------------- | ---- |
| Máximo Goleador (7 goles) - Sudamericano Sub-15 | Perú Sub-15     | 2013 |
| Máximo goleador de la Liga 1 (12 goles)         | F. B. C. Melgar | 2021 |
| Once ideal de la Liga 1                         | F. B. C. Melgar | 2021 |
| Jugador con más dribles de la Copa Sudamericana | F. B. C. Melgar | 2022 |